# W-League 2017/18
Die W-League 2017/18 war die zehnte Spielzeit der australischen Fußballliga der Frauen.  Titelverteidiger war Melbourne City FC.

## Teilnehmer und ihre Spielorte
| Team                     | Stadt     | Trainer           | Heimstadion                   | Kapazität |
| ------------------------ | --------- | ----------------- | ----------------------------- | --------- |
| Adelaide United          | Adelaide  | Ivan Karlović     | Marden Sports Complex         | 6.000     |
| Brisbane Roar            | Brisbane  | Melissa Andreatta | Suncorp Stadium               | 52.500    |
| Canberra United FC       | Canberra  | Heather Garriock  | McKellar Park                 | 3.500     |
| Melbourne City FC        | Melbourne | Patrick Kisnorbo  | Melbourne Rectangular Stadium | 30.050    |
| Melbourne Victory        | Melbourne | Jeff Hopkins      | Melbourne Rectangular Stadium | 30.050    |
| Newcastle United Jets    | Newcastle | Craig Deans       | McDonald Jones Stadium        | 33.000    |
| Perth Glory              | Perth     | Bobby Despotovski | Dorrien Gardens               | 4.000     |
| Sydney FC                | Sydney    | Ante Juric        | Allianz Stadium               | 45.500    |
| Western Sydney Wanderers | Sydney    | Richard Byrne     | Marconi Stadium               | 9.000     |

## Reguläre Saison
| Pl. | Verein                   | Sp. | S | U | N | Tore    | Diff. | Punkte |
| --- | ------------------------ | --- | - | - | - | ------- | ----- | ------ |
| 1.  | Brisbane Roar            | 12  | 9 | 1 | 2 | 021:120 | +9    | 28     |
| 2.  | Sydney FC                | 12  | 8 | 1 | 3 | 026:160 | +10   | 25     |
| 3.  | Newcastle United Jets    | 12  | 6 | 2 | 4 | 026:210 | +5    | 20     |
| 4.  | Melbourne City FC (M)    | 12  | 6 | 2 | 4 | 020:150 | +5    | 20     |
| 5.  | Canberra United FC       | 12  | 5 | 1 | 6 | 024:270 | −3    | 16     |
| 6.  | Perth Glory              | 12  | 4 | 2 | 6 | 025:270 | −2    | 14     |
| 7.  | Melbourne Victory        | 12  | 3 | 2 | 7 | 015:190 | −4    | 11     |
| 8.  | Western Sydney Wanderers | 12  | 3 | 2 | 7 | 013:210 | −8    | 11     |
| 9.  | Adelaide United          | 12  | 3 | 1 | 8 | 015:270 | −12   | 10     |

| (M) | Amtierender Meister: Melbourne City FC |

## Meisterschaftsturnier
Im Meisterschaftsturnier spielten die besten Vier Teams gegeneinander. Die Gewinner des Halbfinales qualifizieren sich für das Finale.

### Halbfinale
|               | Ergebnis        |                       |
| ------------- | --------------- | --------------------- |
| Sydney FC     | 3:2 n. V. (2:2) | Newcastle United Jets |
| Brisbane Roar | 0:2             | Melbourne City FC     |

### Finale
|           | Ergebnis |                   |
| --------- | -------- | ----------------- |
| Sydney FC | 0:2      | Melbourne City FC |

## Torschützenliste
Bei gleicher Anzahl von Treffern sind die Spieler alphabetisch geordnet.
| Platz | Spieler        | Mannschaft            | Tore |
| ----- | -------------- | --------------------- | ---- |
| 01.   | Sam Kerr       | Perth Glory           | 13   |
| 02.   | Katie Stengel  | Newcastle United Jets | 10   |
| 03.   | Rachel Hill    | Perth Glory           | 9    |
| 04.   | Makenzy Doniak | Adelaide United       | 7    |
| 05.   | Natasha Dowie  | Melbourne Victory FC  | 6    |

## Belege
- Offizielle Website (englisch)